# Agapostemon poeyi
Agapostemon poeyi is een vliesvleugelig insect uit de familie Halictidae. De wetenschappelijke naam van de soort is voor het eerst geldig gepubliceerd in 1856 door Lucas.